# Harry T. Morey
Harry T. Morey, all'anagrafe Harry Temple Morey (Charlotte, 21 agosto 1873 – New York, 24 gennaio 1936), è stato un attore e regista statunitense.

## Biografia
Harry T. Morey nacque nel Michigan nel 1873. Attore teatrale, cominciò nel 1910, lavorando alla Vitagraph, una carriera cinematografica che conta 191 titoli fino al 1934, anno in cui si ritirò dallo schermo. Da regista, partecipò - non accreditato - anche a una versione muta di Ben Hur. Uno dei suoi ultimi ruoli fu quello di Moriarty in The Return of Sherlock Holmes del 1929, film che aveva come protagonista Clive Brook.
Harry T. Morey morì a Brooklyn nel 1936 all'età di 62 anni.

## Filmografia parziale

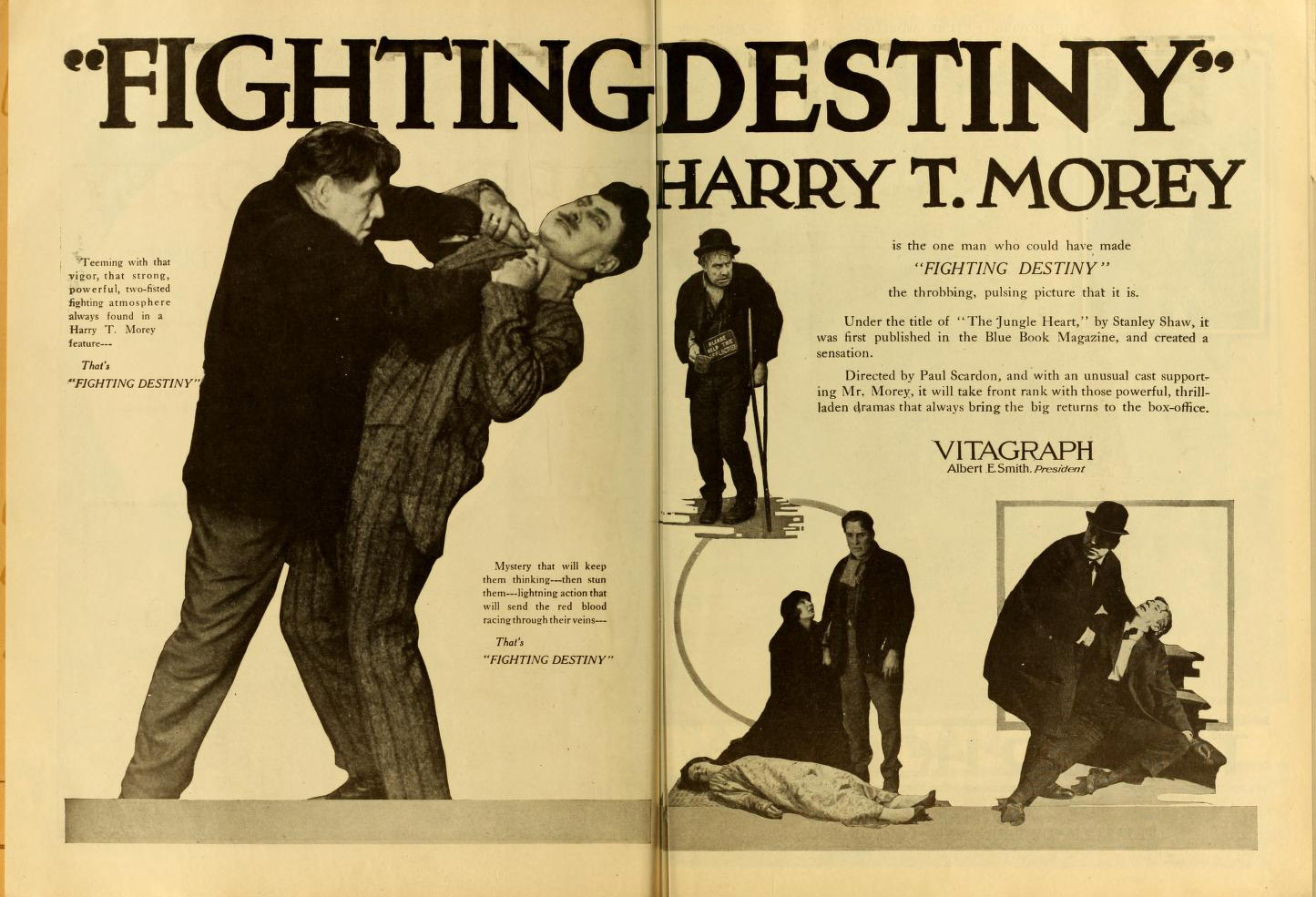
Fighting Destiny (1919)

### Attore
- Capital vs. Labor, regia di Van Dyke Brooke – cortometraggio (1910)
- Clancy, regia di Ray Myers – cortometraggio (1910)
- Red Eagle, regia di Laurence Trimble – cortometraggio (1911)
- The Sacrifice, regia di Van Dyke Brooke – cortometraggio (1911)
- The Trapper's Daughter, regia di Rollin S. Sturgeon – cortometraggio (1911)
- Snowbound with a Woman Hater – cortometraggio (1911)
- On a Tramp Steamer – cortometraggio (1911)
- The Sky Pilot – cortometraggio (1911)
- The Return of 'Widow' Pogson's Husband – cortometraggio (1911)
- The Strategy of Ann, regia di George D. Baker – cortometraggio (1911)
- Two Wolves and a Lamb, regia di Van Dyke Brooke – cortometraggio (1911)
- The Price of Gold – cortometraggio (1911)
- Intrepid Davy – cortometraggio (1911)
- Piccola Billy (Billy the Kid), regia di Laurence Trimble – cortometraggio (1911)
- The Bell of Justice – cortometraggio (1911)
- Man to Man, regia di Laurence Trimble – cortometraggio (1911)
- The Sheriff's Friend, regia di Alec B. Francis – cortometraggio (1911)
- The General's Daughter – cortometraggio (1911)
- The Three Brothers – cortometraggio (1911)
- The Thumb Print, regia di Van Dyke Brooke – cortometraggio (1911)
- Beyond the Law, regia di Laurence Trimble – cortometraggio (1911)
- Forgotten; or, An Answered Prayer, regia di Van Dyke Brooke – cortometraggio (1911)
- Carr's Regeneration – cortometraggio (1911)
- The Missing Will – cortometraggio (1911)
- The Indian Flute – cortometraggio (1911)
- Auld Lang Syne, regia di Laurence Trimble – cortometraggio (1911)
- The Meeting of the Ways – cortometraggio (1912)
- Notte tempestosa (Caught in the Rain) – cortometraggio (1912)
- The Blind Miner – cortometraggio (1912)
- Fino alla morte (Indian Romeo and Juliet), regia di Laurence Trimble – cortometraggio (1912)
- A Timely Rescue – cortometraggio (1912)
- The Love of John Ruskin, regia di Van Dyke Brooke – cortometraggio (1912)
- A Cure for Pokeritis, regia di Laurence Trimble – cortometraggio (1912)
- Irene's Infatuation – cortometraggio (1912)
- Mrs. 'Enry 'Awkins, regia di Van Dyke Brooke e Maurice Costello – cortometraggio (1912)
- The Old Silver Watch – cortometraggio (1912)
- Mr. Bolter's Infatuation, regia di George D. Baker – cortometraggio (1912)
- Working for Hubby – cortometraggio (1912)
- Red Ink Tragedy (1912)
- The Lady of the Lake, regia di J. Stuart Blackton – cortometraggio (1912)
- A Woman, regia di Charles Kent – cortometraggio (1912)
- A Bunch of Violets, regia di Edwin R. Phillips – cortometraggio (1912)
- A Juvenile Love Affair, regia di Charles Kent – cortometraggio (1912)
- The Bogus Napoleon, regia di Charles Kent – cortometraggio (1912)
- The Counts, regia di Ralph Ince – cortometraggio (1912)
- She Cried, regia di Albert W. Hale – cortometraggio (1912)
- The Red Barrier – cortometraggio (1912)
- Improvvisato abito da ballo (Nothing to Wear), regia di William Humphrey – cortometraggio (1912)
- In the Furnace Fire, regia di Frederick A. Thomson (1912)
- The Man Higher Up, regia di Frederick A. Thomson – cortometraggio (1913)
- The Drop of Blood, regia di Frederick A. Thomson – cortometraggio (1913)
- Playing with Fire, regia di Bert Angeles – cortometraggio (1913)
- I finti richiamati (A Regiment of Two), regia di George D. Baker e Ralph Ince – cortometraggio (1913)
- The Fruits of Vengeance, regia di Frederick A. Thomson – cortometraggio (1913)
- A Million Bid, regia di Ralph Ince (1914)
- The Man Behind the Door, regia di Wally Van (1914)
- How to Do It and Why; or, Cutey at College, regia di Wally Van – cortometraggio (1914)
- The Silent Plea, regia di Lionel Belmore – cortometraggio (1915)
- The Chief's Goat, regia di Wally Van – cortometraggio (1915)
- The Enemies, regia di Harry Davenport – cortometraggio (1915)
- A Pillar of Flame, regia di Van Dyke Brooke – cortometraggio (1915)
- The Girl Who Might Have Been – cortometraggio (1915)
- The Shadow of Fear, regia di William Humphrey – cortometraggio (1915)
- A Price for Folly, regia di George D. Baker (1915)
- The Making Over of Geoffrey Manning, regia di Harry Davenport (1915)
- The Law Decides, regia di William P.S. Earle e Marguerite Bertsch (1916)
- His Own People, regia di William P.S. Earle (1917)
- Womanhood, the Glory of the Nation, regia di William P.S. Earle, J. Stuart Blackton (1917)
- The Grouch (1918)
- The Darkest Hour, regia di Paul Scardon (1919)
- The Birth of a Soul, regia di Edwin L. Hollywood (1920)
- The Flaming Clue, regia di Edwin L. Hollywood (1920)
- Oltre l'arcobaleno (Beyond the Rainbow), regia di Christy Cabanne  (1922)
- Wildness of Youth, regia di Ivan Abramson (1922)
- The Roughneck, regia di Jack Conway (1924)
- Metropoli in fiamme (Barriers Burned Away), regia di W. S. Van Dyke (1925)
- La danzatrice dei tropici (Aloma of the South Seas), regia di Maurice Tourneur (1926)
- The Return of Sherlock Holmes, regia di Basil Dean (1929)

### Regista
- Ben Hur, co-regia di Sidney Olcott, Frank Oakes Rose, H. Temple, Frank Rose